# Jean Haudry
Pour les articles homonymes, voir Haudry.
Cet article possède un paronyme, voir Jean Baudry.
Jean Haudry, né le 28 mai 1934 au Perreux-sur-Marne et mort le 23 mai 2023 à Pont-de-Veyle, est un linguiste français engagé à l'extrême droite.
Professeur de linguistique et de sanskrit à l'université Lyon-III (1966-1998), il est aussi spécialiste des langues et de la civilisation indo-européennes. La publication de son « Que sais-je ? » consacré aux Indo-Européens a suscité de nombreuses controverses. En 1982, il crée l'Institut d'études indo-européennes au sein de l'université Lyon-III.

## Biographie

### Formation
Né le 28 mai 1934 au Perreux-sur-Marne, Jean Haudry est ancien élève de l'École normale supérieure (promotion L1956), agrégé de grammaire (major, 1959) et docteur ès lettres (1975).

### Carrière
Jean Haudry enseigne à partir de 1966 à la Faculté des lettres de l'université de Lyon (aujourd'hui université de Lyon III), d’abord en tant que chargé d’enseignement, puis comme professeur de sanskrit et de grammaire comparée à partir de 1976. Il est professeur émérite depuis 1998. Il a longtemps[évasif] dirigé le Centre de linguistique appliquée de ce même établissement.
Il a été directeur d'études de grammaire comparée des langues indo-européennes à la IVe section de l'École pratique des hautes études.
Haudry est l'auteur de plusieurs ouvrages spécialisés et contribue régulièrement à des revues scientifiques comme le Bulletin de la Société de linguistique de Paris.
Jean Haudry fonde en 1982 avec Jean-Paul Allard et Jean Varenne l'Institut d'études indo-européennes de l'université Lyon-III, qu'il dirige jusqu'en 1987. Il est souvent mentionné dans les controverses politiques portant sur l'université Lyon III, apparaissant comme un « lieu de regroupement idéologique ». L'institut décide sa dissolution en 1998, peu de temps avant la publication d'un rapport ministériel soulignant ses faiblesses scientifiques,.

### Engagements
Dans le cadre de son engagement politique nationaliste, il suit Pierre Vial, tout comme Jean Varenne, et devient membre du comité de patronage d’Identité, revue du conseil scientifique du Front national, auquel il participe ; il écrit des articles dans diverses revues dites théoriques, afin d'assurer la formation des cadres du FN. Il donne ensuite plusieurs conférences dans le cadre du mouvement Terre et Peuple, qu'il a par ailleurs vice-présidé. Après la scission du FN, il rejoint le Mouvement national républicain (MNR).
Il est membre du comité de patronage de Nouvelle École en 1974-1975, participe à la revue Éléments, dirigée à l'époque par Alain de Benoist et Guillaume Faye. S'il n'est pas membre du Club de l'horloge, il participe à plusieurs de ses réunions. Ses travaux et recherches posent les premières pierres de normalisation et d’institutionnalisation des thèses du Groupement de recherche et d'études pour la civilisation européenne (GRECE) en milieu universitaire. Il a pris également part aux universités d'été et aux colloques du GRECE, et collabore aux périodiques néo-droitiers Krisis et Nouvelle École, de même qu'à Réfléchir et agir.
Il a été administrateur de l'Association des amis français des communautés sud-africaines.

## Travaux linguistiques
Les recherches de Jean Haudry se situent dans le courant structuraliste de la linguistique indo-européenne, dont le représentant le plus illustre en France était Émile Benveniste, que « Jean Haudry revendiquait comme son vrai maître ».
Initialement, les travaux de Jean Haudry sont de nature purement linguistique. Sa thèse de doctorat, sur L’emploi des cas en védique. Introduction à l’étude des cas en indo-européen  (1977) demeure son ouvrage majeure en linguistique. Il y propose notamment « une nouvelle théorie de l’objet, synthétisée par la « théorie des deux modèles », à laquelle son nom reste attaché. »
Ses travaux linguistiques bénéficient d’une réception académique ordinaire, parfois très positive, même si des comptes rendus notent parfois leur caractère controversé.
Les travaux de Jean Haudry en linguistique portent essentiellement sur le sanskrit et ses formes anciennes, et cherchent à reconstituer des éléments de la langue qui serait à l'origine des langues indo-européennes. Sur recommandation de Georges Dumézil, les éditions PUF demandent à Jean Haudry un ouvrage sur l'indo-européen (comprendre la langue indo-européenne, sous ses aspects phonologiques, morphologiques et syntaxiques) pour la collection Que sais-je ?. Ce premier « Que sais-je ? » L’indo-européen publié en 1979 est traduit en russe et en japonais, le second intitulé Les Indo-Européens (1981), sera traduit en 8 langues. Après la controverse le concernant, il est sorti du catalogue des PUF, puis réédité avec bibliographie mise à jour en 2010 et 2011.

## Travaux de mythologie comparée

### Des trois fonctions aux trois Cieux
Alors que dans les années 1980, les recherches en mythologie comparée sont durablement influencées par l'œuvre de Georges Dumézil et sa théorie des « trois fonctions » (Fonctions tripartites indo-européennes), Jean Haudry fait remarquer que ce schéma explicatif se laisse difficilement appliquer à certains domaines du monde indo-européen : parmi ceux-ci, en particulier les mondes grec ou balte au sein desquels, comme le reconnaissait Dumézil lui-même, l'interprétation des mythes par le prisme de la trifonctionnalité offre peu de résultats. Jean Haudry explique que nombre de récits et légendes ne peuvent être interprétés et compris que par des notions cosmologiques, tels que le jour, l'année, le cycle cosmique qui « jouent un rôle très important dans la tradition indo-européenne ». Dans son ouvrage le plus important, La Religion cosmique des Indo-Européens, J. Haudry montre que la cosmologie des trois cieux, ciel diurne, ciel nocturne et ciel crépusculaire, constitue la base des « trois couleurs » symboliques blanche, noire et rouge, et de leur application à la société, les trois fonctions.
En traitant successivement les figures de Zeus, Héra, Cronos, Héraklès et les principales divinités du panthéon grec sous cet angle nouveau, Jean Haudry démontre que le domaine grec s'intègre pleinement aux interprétations de la mythologie comparée indo-européenne.
En 2002, dans Juno Moneta. Aux sources de la monnaie, il interroge la figure de la déesse romaine Juno Moneta et propose une interprétation comme Junon « au collier », version latine d'une ancienne « déesse au collier » plaçant les réalités romaines, selon Jacques Poucet, philologue et spécialiste de la Rome antique, « dans un éclairage particulier, nouveau et original ». Pour l'étruscologue Dominique Briquel, l'ouvrage « solidement documenté » présente « des pages passionnantes, et très bien informées, sur les formes primitives de monnaie, sur les désignations de la monnaie dans les différentes langues » et apporte « du nouveau à notre compréhension d’un épisode aussi connu que celui de l’attaque du Capitole par les Gaulois de Brennus. ».

### Pensée, parole, action
Dans son essai intitulé La Triade pensée, parole, action, dans la tradition indo-européenne (2009), il montre l'ancienneté et la large répartition « dans l’ensemble des littératures anciennes de langue indo-européenne » de la formule « pensée, parole, action ». Il y voit le principe même de la tradition : « formuler des pensées et transmettre oralement des formules pour qu'elles se transforment en des actes. »
La seconde partie du livre montre le lien entre la triade et le feu (la lumière) et examine de nombreuses corrélations du feu avec des expressions de la pensée, de la parole, puis de l’action, le feu constituant l'unité de la triade et de ses variantes. Haudry montre la présence de « feux divins » dans plusieurs mythologies indo-européennes, comme la figure de Loki dans le panthéon scandinave,.
Pour Alberto De Antoni, cette étude, « très savante et élaborée d'un point de vue linguistique, avec une vaste bibliographie et un appareil critique », permet à son auteur grâce à la multiplicité des sources à l'intérieur du monde indo-européen et à « une excellente expertise linguistique » de reconstituer les verbes et de noms de la formule triadique. Il conclut en notant que Jean Haudry devient « obligatoire » pour les études dans ce domaine pour ce qui concerne la linguistique tout en précisant n'être pas obligé de souscrire à la reconstruction de la société indo-européenne proposée par le comparatiste français.

## Thèses controversées
La présentation de l’histoire des Indo-Européens par Jean Haudry a soulevé plusieurs polémiques et plusieurs de ses hypothèses sont très controversées et représentent des positions très minoritaires.

### La controverse autour du «Que sais-je?»
Si la publication par Haudry en 1978 d’un ouvrage sur l'indo-européen dans la collection « Que sais-je ? » des PUF ne rencontre pas d'opposition particulière, et reçoit de bons comptes rendus, sa publication en 1981 d'un ouvrage dans la même collection sur les Indo-Européens soulève une controverse,,,,, et a été vivement critiquée. 
- La critique la plus virulente est portée par Bernard Sergent dans un long article de la revue Les Annales paru en 1982. Selon lui « ce livre est absurde. Et son absurdité vient de ce qu'il n'obéit pas à une problématique d'ordre rationnel et scientifique, mais repose sur une idéologie politique contemporaine : c'est un ouvrage d'extrême droite. Il ressortit à ce que l'on appelle au XXe siècle le fascisme (sous sa forme intellectuelle, cela va de soit) » (sic)[39]. Dans cet article, Bernard Sergent entend montrer non seulement que l'ouvrage contient de nombreuses erreurs, mais aussi qu’il part de considérations biaisées issues des opinions politiques de Haudry.
- En revanche, Jean Batany, dans un article des Annales, critique très sévèrement la critique que Bernard Sergent a adressée à Haudry, la qualifiant de « procès d'intention » et d'« accès de délire »[40].
- Selon K. Tuite de l'université de Montréal[41], le livre d'Haudry est un « pamphlet » marqué par les positions politiques d'Haudry.
- Selon le mythographe Maurice Olender, le livre d'Haudry pratique, à la différence des travaux de Georges Dumézil, la « confusion perpétuelle des faits de langue et des faits de civilisation, qui sont liés, mais distincts »[42]. Selon Maurice Olender, le livre d’Haudry reposerait donc sur des conceptions dépassées, celles qui ont alimenté, au XIXe siècle, le « mythe aryen », en particulier lorsque J. Haudry parle de « race nordique » et de l’« unité raciale de l’aristocratie indo-européenne ». Il lui reproche également de citer l'anthropologue, mythographe et « raciologue » national-socialiste Hans Günther[43]. D'après Bernard Sergent et Maurice Olender, Georges Dumézil aurait demandé à J. Haudry de supprimer des passages de son livre[44],[45].
- Selon le démographe Hervé Le Bras, le « Que sais-je ? » contient des erreurs « avérées depuis longtemps »[46].
- En 2014, selon l'archéologue Jean-Paul Demoule, le livre de Jean Haudry  « décrit une société proto-indo-européenne idéale, qui pour l'essentiel relève tout autant de fantasmes, de plus en plus apparents au fil des pages »[47]. Il revient notamment sur la notion anachronique de « lien national » et sur l'idéologie attribuée aux Indo-européens, qui auraient encouragé à éviter le célibat, et auraient réprimé l'avortement et l'homosexualité[48]. L'auteur revient aussi sur la question de la blondeur attribuée à l'aristocratie indo-européenne et sur les sources nazies (Hans Günther) ou germano-nationalistes (Rudolf Much (en)) de Haudry.
- En réaction à la polémique, Jean Haudry se défend de l'accusation de racisme[49].

L’ouvrage suscite aussi des comptes-rendus globalement positifs, comme celui de Pierre Flobert qui mentionne « une remarquable réussite » et « une œuvre forte et originale » même s'il formule quelques réserves, et prend finalement ses distances avec les considérations sur la blondeur des Indo-Européens et la théorie présentée par Haudry sur leur origine.
Christian-Joseph Guyonvarc'h et Françoise Le Roux, spécialistes renommés du monde celtique et membres, comme Haudry, du comité de patronage de la revue Nouvelle École, considèrent que les deux Que sais-je ? de Jean Haudry « constituent un ensemble qu'il est indispensable de consulter pour replacer les Celtes dans le cadre indo-européen. »
Pour Charles Guiraud, spécialiste de la grammaire grecque, le livre, en dépit des contraintes de la collection, « traite énormément de questions » et contient « une mine de renseignements » sur la religion indo-européenne.

### La thèse de l'origine nordique circumpolaire
Jean Haudry avance que les Indo-Européens pourraient avoir une origine géographique circumpolaire. Il distingue néanmoins la question du centre de diffusion, c'est-à-dire le lieu de leur dernier habitat commun, pour lequel il envisage successivement les sites possibles d'Europe centrale et d'Europe septentrionale, hypothèses pour lesquelles il émet des réserves, et la culture des kourganes qui lui semble la plus probable. Il exclut comme centre de diffusion à la fois les régions méditerranéennes « dont la végétation caractéristique est totalement absente du lexique indo-européen » et les régions les plus septentrionales (Scandinavie, nord de la Russie) exclues par l'absence du hêtre. Pour ce qui concerne, la formation des Indo-Européens qu'il considère datant du subnéolithique, il privilégie, s'appuyant sur des suggestions de l'archéologue Franck Bourdier, une zone géographique circumpolaire. L'essentiel de cette thèse trouve sa source dans des arguments tirés d'une reconstruction de leur cosmogonie originelle qui se fonde principalement sur une comparaison de données indiennes et grecques. 
La thèse défendue par Haudry à propos de l’origine des Indo-Européens ne rencontre pas l’assentiment de la plus grande partie de la communauté scientifique, même si elle est parfois évoquée par certains de ses élèves comme Philippe Jouet, ou si elle fait pendant aux hypothèses indépendantes du préhistorien Louis-René Nougier sur les origines hyperboréennes des Grecs. 
Pour Bernard Sergent, les indices invoqués par Haudry pour soutenir son hypothèse ne sont pas recevables, car « il s'agit uniquement de traditions, de mythes — et de leur interprétation toute suggestive sous la plume d'Haudry. Ainsi, dans la mythologie celtique irlandaise, les dieux, les Tuatha Dé Danann, ont appris leur science, leurs pouvoirs, leur sagesse, dans les « îles au nord du monde » (Falias, Findias, Gorias et Murias) : l'auteur renvoie ici à l'ouvrage, remarquable, de Françoise Le Roux et Christian-J. Guyonvarc'h, Les Druides [...]. Il les a mal lus : pour ces auteurs, et pour quiconque connaît un peu le fonctionnement de la pensée mythique, les « îles au nord du monde » ne sont nullement des lieux réels — passés ou présents — mais un mythème qui s'analyse en fonction du symbolisme cosmique des anciens Celtes. ». 
Toujours selon Bernard Sergent, si l'assimilation faite par Haudry d'Héra à l'année est convaincante, la thèse des trois cieux qu'il développe « ne résiste pas à la critique » et sa « factuelle est extrêmement mince », etc. ,  « son ouvrage sur la religion des Indo-Européens est entaché de graves erreurs méthodologiques et il n’hésite pas à pratiquer la manipulation de documents ».
Selon l'helléniste Martin Litchfield West, dans son compte-rendu de La Religion cosmique des Indo-Européens pour The Classical Review, la localisation arctique des Indo-européens proposée originellement par Bal Gangadhar Tilak en 1903 et reprise par Haudry est une « stupidité » (daftness) qui ne tient pas compte de ce que l’on peut déduire par ailleurs du mode de vie des Indo-Européens, ni des autres arguments proposés lors de la recherche de leur origine. Le manque de méthode critique et de jugement de l'ouvrage sont aussi notés ainsi que son usage désinvolte des sources. Iaroslav Lebedynsky parle d'hypothèse « fantaisiste » et juge curieux que Haudry ait tenté de la remettre à l'honneur.
Selon Jean Batany, pourtant défenseur d'Haudry face aux critiques sur ses positions politiques, « la « thèse arctique » repose sur des arguments bien discutables », en particulier l'homologie de l'aurore et du printemps peut s'expliquer par un climat tempéré et non pas seulement un climat polaire.
Enfin, P. Flobert, malgré un compte rendu positif du Que sais-je ? sur les Indo-Européens, juge les considérations sur une origine dans le Grand Nord prématurées et fragiles.

## Ouvrages
- L'Emploi des cas en védique : introduction à l'étude des cas en indo-européen, Lyon, L'Hermès, « Les Hommes et les lettres », 1977  (ISBN 2-85934-018-1).
- L'Indo-européen, Paris, PUF, « Que sais-je ? », 1979 ; rééd. 1984 ; 1994  (ISBN 2-13-036163-3).
- Les Indo-Européens, Paris, PUF, « Que sais-je ? », 1981 ; rééd. 1985 ; 1992  (ISBN 2-13-037090-X).
- Préhistoire de la flexion nominale indo-européenne, Lyon, Institut d'études indo-européennes, 1982.
- La Religion cosmique des Indo-européens, Milan et Paris, Archè / Les Belles Lettres, « Études indo-européennes », 1987  (ISBN 2-251-35352-6).
- Dir. avec Bernard Demotz, Révolution, contre-révolution, (actes du colloque, Lyon, 1989, organisé par le Centre d'histoire et d'analyse politique et Tradition et modernité), Paris, Le Porte-Glaive, « Alétheia », 1990  (ISBN 2-906468-17-7).
- Dir., Questions créoles, questions linguistiques (actes de la table ronde de novembre 1989 organisée par le Centre d'études linguistiques Jacques Goudet), Lyon, Université Lyon III, Jean Moulin, Série sociolinguistique, 1991  (ISBN 2-908794-01-2).
- Dir. avec Brigitte Horiot, Mélanges de linguistique offerts à Jacques Goudet, Lyon, Université Lyon III, Jean Moulin, Centre d'études linguistiques Jacques Goudet, 1997  (ISBN 2-908794-08-X).
- Juno Moneta : aux sources de la monnaie, Milan et Paris, Archè / Edidit, « Études indo-européennes », 2002  (ISBN 88-7252-224-2).
- La Triade pensée, parole, action, dans la tradition indo-européenne, Archè, Milan, 2009  (ISBN 88-7252-295-1).
- Le Feu de Naciketas, Archè, Milan, « Études indo-européennes », 2010  (ISBN 978-88-7252-304-9).
- Le Message de nos ancêtres (ill. Éric Heidenkopf), Forcalquier, La Forêt, 2016.
- Le feu dans la tradition indo-européenne, Archè, Milan, 2016  (ISBN 978-8872523438).
- Sur les pas des Indos-Européens : Religion - Mythologie - Linguistique, Yoran Embanner, 472 p., 2022  (ISBN 978-2367470917). Recueil de quinze études de J. Haudry, dont certaines sont inédites. Bibliographie de ses travaux.
- Lexique de la tradition indo-européenne, Yoran Embanner, 472 p., 2023  (ISBN 978-2367470986).